# Deliver Us from Evil (Budgie)
Deliver Us from Evil è il decimo album in studio del gruppo rock britannico Budgie, pubblicato nel 1982.

## Tracce
Side 1
1. Bored with Russia – 3:49
2. Don't Cry – 3:19
3. Truth Drug – 4:23
4. Young Girl – 2:17
5. Flowers in the Attic – 5:12

Side 2
1. N.O.R.A.D. (Doomsday City) – 4:15
2. Give Me the Truth – 4:11
3. Alison – 3:26
4. Finger on the Button – 3:59
5. Hold On to Love – 4:16